# Jérôme Bigard
Jérôme Bigard (* 16. Februar 1985) ist ein ehemaliger luxemburgischer Fußballspieler.

## Karriere
In seiner Jugend spielte Bigard für den F91 Düdelingen und wechselte weiter zu Union Luxemburg. Am Ende der Saison 2002/03 spielte er erstmals für dessen Seniorenmannschaft und etablierte sich in der folgenden Saison als Stammspieler. Von 2006 bis zum Januar 2010 spielte er für den F91 Düdelingen und konnte in dieser Zeit dreimal den Meistertitel und zweimal den Pokalsieg feiern. Er bestritt außerdem drei Europapokalspiele (0 Tore) in der UEFA-Champions-League-Qualifikation. Nach einem halben Jahr beim RFC Union Luxemburg wechselte er im Sommer 2010 zum FC UNA Strassen und stieg mit dem Verein in die Ehrenpromotion auf. In der Winterpause 2015/16 wechselte er dann als Spielertrainer zum FC Lorentzweiler und 2019 weiter zu Syra Mensdorf.

## Nationalmannschaft
2007 kam er zu insgesamt acht A-Länderspielen für Luxemburg, darunter der 2:1-Sieg über Gambia in seinem ersten Länderspiel am 2. Februar in Hesperingen.

## Erfolge
- Luxemburgischer Meister: 2006, 2007, 2008, 2009
- Luxemburgischer Pokalsieger: 2006, 2007, 2009